# Langensendelbach
Langensendelbach – miejscowość i gmina w Niemczech, w kraju związkowym Bawaria, w rejencji Górna Frankonia, w regionie Oberfranken-West, w powiecie Forchheim. Leży przy autostradzie A73 i linii kolejowej Norymberga – Bamberg – Lipsk.
Gmina leży 9 km na południe od Forchheimu, 6 km na północny wschód od Erlangen i 21 km na północ od Norymbergi.

## Położenie
Gminami, z którymi graniczy Langensendelbach są: Marloffstein (południe), Neunkirchen am Brand (wschód), Hetzles (wschód), Effeltrich (północny wschód), Poxdorf (północ), Baiersdorf (zachód) i Bubenreuth (południowy zachód).

## Transport
Transport autobusowy zapewnia gminie regionalny przewoźnik – Omnibusverkehr Franken (OVF). Linia 256 OVF kursuje do Baiersdorfu, a linia 208 OVF do Erlangen.
Najbliższa stacja kolejowa położona jest w odległości około 3 km w Baiersdorfie, przy linii kolejowej Norymberga – Bamberg – Lipsk. Wieczorem i w weekendy transport zapewniają jedynie taksówki.
Najbliższy zjazd na autostradę A 73 to Baiersdorf-Nord w Baiersdorfie.

## Oświata
W Langensendelbach znajdują się dwie placówki oświatowe. Są to: przedszkole oraz szkoła podstawowa (Grundschule). Blisko położone są również dwa ośrodki akademickie: Norymberga i Erlangen. Przy urzędzie gminy znajduje się również biblioteka.

## Polityka
Wójtem jest Wolfgang Fees z SPD. Rada gminy składa się z 15 członków:
|      | CSU | SPD | UWG Bräuningshof | FWB | Lista Młodych | Razem     |
| 2002 | 3   | 6   | 3                | 2   | 1             | 15 miejsc |